# 硬叶早熟禾
硬叶早熟禾（学名：Poa stereophylla）为禾本科早熟禾属下的一个种。主要分布四川东北部、宁夏。